# Vhäldemar
Vhäldemar – zespół muzyczny z Hiszpanii grający power metal.

## Dyskografia
- Maketa (2001, demo)
- Fight to the End (2002)
- I Made My Own Hell (2003)
- Vhäldemar (2010)